# 대한민국 민법 제472조
대한민국 민법 제472조는 권한없는 자에 대한 변제에 대한 민법 채권법 조문이다.

## 조문
제472조(권한없는 자에 대한 변제) 전2조의 경우외에 변제받을 권한없는 자에 대한 변제는 채권자가 이익을 받은 한도에서 효력이 있다.

第472條(權限없는 者에 對한 辨濟) 前2條의 境遇外에 辨濟받을 權限없는 者에 對한 辨濟는 債權者가 利益을 받은 限度에서 效力이 있다.

## 참고 문헌
- 오현수, 일본민법, 진원사, 2014. ISBN 9788963463452
- 오세경, 대법전, 법전출판사, 2014 ISBN 9788926210277
- 이준현 , LOGOS 민법 조문판례집, 미래가치, 2015. ISBN 9791155020869